# 剑蛇亚科
剑蛇亚科（学名：Sibynophiinae），爬行纲有鳞目蛇亚目游蛇科的一个亚科，包含领蛇属（Scaphiodontophis）和剑蛇属（Sibynophis）。本亚科有时也被视为一个独立的科－剑蛇科（Sibynophiidae），其所属的领蛇属有时也被划入单独的一个亚科－领蛇亚科（Scaphiodontophiinae）。